# Croton hilarii
Espèce
Croton hilarii est une espèce de plantes à fleurs du genre Croton et de la famille des Euphorbiaceae présente en Uruguay.
Il a pour synonyme :
- Oxydectes hilarii (Baill.) Kuntze